# ۱۰۷۴ (خورشیدی)
۱۰۷۴ هزار و هفتاد و چهارمین سال هجری خورشیدی است.